# Amazing (canción de Inna)
«Amazing» es una canción grabada por la cantante rumana Inna para su primer álbum de estudio, Hot (2009). Fue lanzado como el cuarto sencillo del disco el 6 de agosto de 2009. Escrita y producida por los miembros de Play & Win: Sebastian Barac, Radu Bolfea y Marcel Botezan, «Amazing» es una pista de techno con una guitarra española y ritmos latinos en su instrumentación. Sin embargo, un crítico consideró que la canción era similar a los trabajos previos de Inna, con la adición de nuevos elementos. Otros críticos de música dieron reseñas más positivas al sencillo, elogiando su construcción y prediciendo su éxito comercial.
Play & Win se vio involucrado en una controversia por incumplimiento de contrato en agosto de 2009, con la cantante rumana Anca Badiu sosteniendo que «Amazing» había sido originalmente pensado para ella antes de su lanzamiento por Inna. La canción fue promovida por un video musical estrenado el 10 de septiembre de 2009. Filmado por Tom Boxer en el Océano Atlántico y cerca de Lisboa, el videoclip muestra a la cantante surfeando y siendo rescatada de ahogarse por un salvavidas. Para una mayor promoción, Inna interpretó «Amazing» en varias ocasiones, incluyendo los Eska Music Awards del 2010 y los MAD Video Music Awards. Comercialmente, la canción encabezó las listas de Rumania y Bulgaria, mientras que alcanzó el top 20 en otros países. También fue nominado en dos categorías en los Romanian Music Awards del 2010, y ganó en la categoría de «Canción del Año Pop-Dance» en los RRA Awards del 2010.

## Lanzamiento y composición
«Amazing» fue escrito y producido por Sebastian Barac, Radu Bolfea y Marcel Botezan, miembros del trío rumano Play & Win. Fue lanzado en el sitio web oficial de Inna el 6 de agosto de 2009, como el cuarto sencillo de su álbum de estudio debut Hot (2009). Paul Lester de The Guardian notó una guitarra española y ritmos latinos en la instrumentación de la canción, y describió su género como «techno castellano medio malo». Un editor del sitio web rumano Divercity Cafe escribió que la pista estaba orientada al género club y recordaba los trabajos anteriores de Inna, a la vez que incorporaba nuevos elementos.

## Recepción y reconocimientos
Tras su lanzamiento, «Amazing» ha recibido reseñas generalmente positivas por parte de los críticos de música. Un editor de Divercity Cafe elogió la armonía entre las voces de Inna y el instrumental, y previó el éxito comercial del sencillo. Neeti Sarkar, quien escribió para The Hindu, pensó que la canción era «bastante sorprendente en el sentido de que captura un torbellino de emociones, musicalmente y de otra manera.» Pro FM incluyó la pista en su lista de «16 éxitos con los que Inna ha hecho historia». En los Romanian Music Awards del 2010, «Amazing» fue nominado en las categorías de «Mejor Canción» y «Mejor Canción Dance», y ganó un premio por «Canción del Año Pop-Dance» en los RRA Awards del 2010.
Comercialmente, la canción encabezó el Top 100 de Rumania en octubre de 2009 y la lista IFPI de Bulgaria en diciembre de 2009, convirtiéndose en el segundo éxito número uno de Inna en su país después de «Hot» (2008). En Francia, «Amazing» debutó en el puesto número dos en la lista SNEP en junio de 2010, donde ha vendido 100,000 copias registradas a partir de septiembre de 2010. La pista ingresó en el número 10 en la lista Schweizer Hitparade de Suiza, marcando el debut más alto de la cantante en el país, mientras que también alcanzó el top 10 en Rusia, la lista UK Dance Chart del Reino Unido, Grecia y la lista ZPAV de Polonia.

## Controversia

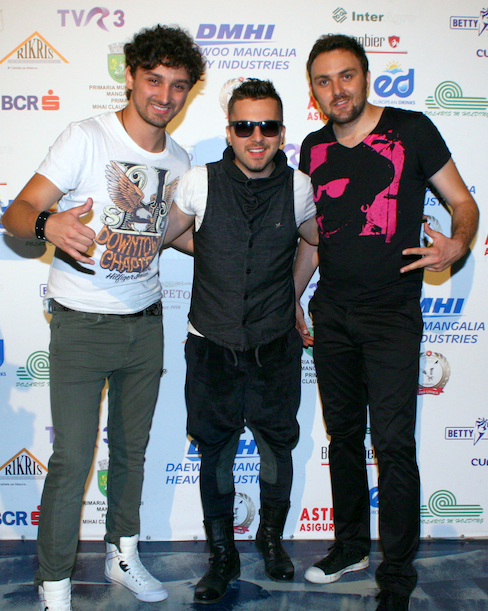
Play & Win (en la imagen) estuvo involucrado en una controversia por incumplimiento de contrato en agosto de 2009.

En agosto de 2009, «Amazing» provocó polémica cuando la cantante rumana Anca Badiu acusó a Play & Win de «robar» su canción e incumplimiento de contrato. Según Badiu y MediaPro Music, el sello con el que había firmado en ese momento, habían pagado al trío de producción unos €1,500 por adelantado por «Amazing». Sin embargo, unos días después de que Badiu grabara la pista y ocurriera la supuesta transferencia de dinero, Inna lanzó «Amazing» como sencillo. Play & Win defendió su decisión: «Firmamos el contrato con MediaPro Music, pero en un momento nos dimos cuenta de que la versión de Anca no podía ser un éxito, así que elegimos a Inna.» Un editor de Showbiz.ro cuestionó la credibilidad de su pretexto en la corte, pero pensó que «ya que en Rumania, las leyes de derechos de autor y las obligaciones contractuales de los artistas y productores no están claramente definidas, todo es posible.» También comparó el caso con uno similar entre los músicos rumanos Adrian Sînă y Edward Maya con respecto al sencillo «Se Thelo» (2009). Sarkar de The Hindu pensó que el caso era una razón para el éxito comercial de la canción.

## Video musical
Un video musical de acompañamiento para «Amazing» fue estrenado el 10 de septiembre de 2009 en el sitio web de la estación de radio rumana Radio 21. Fue filmado por Tom Boxer en agosto de 2009 en una playa del Océano Atlántico y cerca de Lisboa, Portugal en un lapso de dos días. Las imágenes «detrás de escenas» se publicaron en Urban.ro el 1 de septiembre de 2009. Inna recordó de la filmación: «Fue la primera vez que [Boxer y yo] trabajamos juntos y nos entendimos excelente. Hice todo lo que pude para que el video saliera bien. Fue una alegría rodar este clip. Viajé en una zona preciosa y conocí a surfistas reales. Me enamoré de su estilo loco y discreto [...].» Para el videoclip, a la cantante también se le exigió que aprendiera algunos movimientos de surf, los que logró hacer el primer día.
El video empieza con fotos de la playa e Inna sosteniendo una tabla de surf en sus manos, luciendo un traje negro. Luego se la ve en un traje de baño blanco y negro y, posteriormente, se encuentra con amigos para practicar surf. Aparentemente ahogándose, es salvada por un salvavidas mostrado anteriormente, quien la lleva a la playa e intenta reanimarla con respiración artificial. El video termina con ellos parados uno junto al otro y una Inna sombreada con una tabla de surf. Las escenas intercaladas a lo largo de la trama principal muestran a la cantante interpretando la canción, así como también duchándose frente a los hombres comiendo helados.

## Presentaciones en vivo y otros usos
En 2010, Inna interpretó «Amazing» en vivo el 23 de abril en los Eska Music Awards en Bulgaria, en los MAD Video Music Awards el 24 de junio en Grecia, y el 10 de julio en los Romanian Music Awards. En el mismo año, la cantante interpretó la pista el 14 de julio en Fun Radio en Francia, y en el evento de música francés Starfloor el 23 de octubre. La aparición de Inna en los Eska Music Awards fue polémica debido a un beso entre dos bailarines masculinos, y ella accidentalmente expuso uno de sus pezones en Starfloor. Ella interpretó el sencillo durante su concierto Inna: Live la Arenele Romane gig en Bucarest el 17 de mayo, donde llegó en un helicóptero «como una diva», así como también en la gira NRJ Music Tour en Beirut el 23 de julio de 2011. La cantante rumana Andreea Bănică interpretó un cover de «Amazing» durante la aparición de Inna en los Romanian Music Awards en 2010.

## Formatos
- Versiones oficiales[A]

1. «Amazing» (Play & Win Radio Edit Version) - 3:31
2. «Amazing» (Play & Win Extended Version) - 4:32
3. «Amazing» (UK Radio Edit Version) - 2:21
4. «Amazing» (Buzz Junkies Radio Edit) - 3:34
5. «Amazing» (Buzz Junkies Club Remix) - 6:14
6. «Amazing» (Buzz Junkies Dub) - 6:14
7. «Amazing» (DJ Feel Radio Edit) - 3:37
8. «Amazing» (DJ Feel Original Club Remix) - 6:12
9. «Amazing» (DJ Feel Vox Dub) - 6:18
10. «Amazing» (DJ Feel Instrumental) - 6:18
11. «Amazing» (Almighty Radio Edit) - 3:58
12. «Amazing» (Almighty Club Remix) - 7:07
13. «Amazing» (Almighty Dub) - 7:06
14. «Amazing» (Almighty Instrumental) - 7:06
15. «Amazing» (Frisco Radio Edit) - 3:15
16. «Amazing» (Frisco Club Remix) - 5:01
17. «Amazing» (Klubfiller Radio Edit)- 3:07
18. «Amazing» (Klubfiller Club Remix) - 5:18

## Personal
Créditos adaptados de las notas de Hot y Urban.ro.
- Inna – voz principal
- Sebastian Barac – compositor, productor
- Radu Bolfea – compositor, productor
- Marcel Botezan – compositor, productor
- Tom Boxer – director de video musical

## Posicionamiento en listas
| Alemania        | Official German Charts | 36 |
| Austria         | Ö3 Austria Top 40      | 53 |
| Bélgica         | Ultratop 50 Flanders   | 19 |
| Bélgica         | Ultratop 50 Wallonia   | 11 |
| Bulgaria        | IFPI                   | 1  |
| Eslovaquia      | Rádio Top 100          | 41 |
| Francia         | SNEP                   | 2  |
| Francia         | Download Chart         | 4  |
| Grecia          | Greece Digital Songs   | 8  |
| Hungría         | Radiós Top 40          | 38 |
| Hungría         | Dance Top 40           | 11 |
| Irlanda         | IRMA                   | 43 |
|                 | Global Dance Songs     | 17 |
| Países Bajos    | Dutch Top 40           | 14 |
| Polonia         | Dance Top 50           | 9  |
| Reino Unido     | UK Dance               | 5  |
| Reino Unido     | UK Download            | 15 |
| Reino Unido     | UK Singles             | 14 |
| República Checa | Rádio Top 100          | 49 |
| Rumania         | Romanian Top 100       | 1  |
| Rumania         | Romania Radio Airplay  | 1  |
| Rumania         | Romania TV Airplay     | 1  |
| Rusia           | Tophit                 | 3  |
| Suiza           | Schweizer Hitparade    | 10 |
| Europa          | Euro Digital Songs     | 19 |

| País          | Lista                    | Mejor posición |      |      |      |      |      |
| 2009          | 2009                     | 2009           | 2009 | 2009 | 2009 | 2009 | 2009 |
| ------------- | ------------------------ | -------------- | ---- | ---- | ---- | ---- | ---- |
| Rusia         | Tophit                   | 72             |      |      |      |      |      |
| 2010          |                          |                |      |      |      |      |      |
| Bélgica       | Ultratop 50 Flanders     | 82             |      |      |      |      |      |
| Francia       | SNEP                     | 24             |      |      |      |      |      |
| Francia       | France Airplay           | 30             |      |      |      |      |      |
| Rumania       | Romanian Top 100         | 66             |      |      |      |      |      |
| Unión Europea | European Hot 100 Singles | 51             |      |      |      |      |      |

## Historial de lanzamiento
| Región        | Fecha                    | Formato | Discográfica    |
| ------------- | ------------------------ | ------- | --------------- |
| Rumania       | 6 de agosto de 2009      | Ninguno | Ninguna         |
| Francia       | 21 de junio de 2010      | CD      | Airplay         |
| Reino Unido   | 23 de agosto de 2010     | CD      | AATW            |
| Alemania      | 24 de septiembre de 2010 | CD      | B1 Recordings   |
| Unión Europea | 12 de agosto de 2009     | CD      | Universal Music |